# Kanton Saint-Alban-sur-Limagnole
Der Kanton Saint-Alban-sur-Limagnole ist seit 1790 ein französischer Wahlkreis im Arrondissement Mende, im Département Lozère und in der Region Okzitanien; sein Hauptort ist Saint-Alban-sur-Limagnole.

## Gemeinden
Der Kanton besteht aus 17 Gemeinden mit insgesamt 6287 Einwohnern (Stand: 1. Januar 2022) auf einer Gesamtfläche von 524,81 km²:
| Gemeinde                         | Einwohner 1. Januar 2022 | Fläche km² | Dichte Einw./km² | Code INSEE | Postleitzahl |
| -------------------------------- | ------------------------ | ---------- | ---------------- | ---------- | ------------ |
| Chastel-Nouvel                   | 932                      | 31,50      | 30               | 48042      | 48000        |
| Chaulhac                         | 59                       | 9,47       | 6                | 48046      | 48140        |
| Fontans                          | 227                      | 33,90      | 7                | 48063      | 48700        |
| Julianges                        | 48                       | 9,42       | 5                | 48077      | 48140        |
| Lajo                             | 117                      | 18,58      | 6                | 48079      | 48120        |
| Le Malzieu-Forain                | 491                      | 48,65      | 10               | 48089      | 48140        |
| Le Malzieu-Ville                 | 743                      | 7,80       | 95               | 48090      | 48140        |
| Les Laubies                      | 151                      | 22,80      | 7                | 48083      | 48700        |
| Monts-de-Randon                  | 1.209                    | 147,38     | 8                | 48127      | 48700        |
| Paulhac-en-Margeride             | 92                       | 15,79      | 6                | 48110      | 48140        |
| Saint-Alban-sur-Limagnole        | 1.378                    | 51,23      | 27               | 48132      | 48120        |
| Saint-Denis-en-Margeride         | 142                      | 38,67      | 4                | 48145      | 48700        |
| Sainte-Eulalie                   | 36                       | 21,31      | 2                | 48149      | 48120        |
| Saint-Gal                        | 89                       | 9,88       | 9                | 48153      | 48700        |
| Saint-Léger-du-Malzieu           | 211                      | 18,92      | 11               | 48169      | 48140        |
| Saint-Privat-du-Fau              | 113                      | 22,16      | 5                | 48179      | 48140        |
| Serverette                       | 249                      | 17,35      | 14               | 48188      | 48700        |
| Kanton Saint-Alban-sur-Limagnole | 6.287                    | 524,81     | 12               | 4811       | –            |

Bis zur landesweiten Neuordnung der französischen Kantone im März 2015 gehörten zum Kanton Saint-Alban-sur-Limagnole die fünf Gemeinden Fontans, Lajo, Saint-Alban-sur-Limagnole, Sainte-Eulalie und Serverette. Sein Zuschnitt entsprach einer Fläche von 142,37 km2. Er besaß vor 2015 einen anderen INSEE-Code als heute, nämlich 4818.

## Veränderungen im Gemeindebestand seit der landesweiten Neuordnung der Kantone
2019: Fusion Rieutort-de-Randon, Estables, Saint-Amans, Servières (Kanton Marvejols) und La Villedieu → Monts-de-Randon (Kanton Saint-Alban-sur-Limagnole und Kanton Marvejols)